# Säckpipa

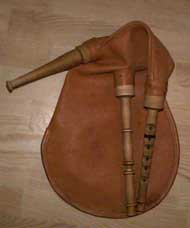

Säckpipa est le mot suédois signifiant cornemuse, mais il désigne également la cornemuse traditionnelle suédoise, qui bien que presque disparue au milieu du siècle passé vit depuis les années 1960 une véritable renaissance sous l'impulsion de musiciens et luthiers suédois, notamment dans la province de Dalécarlie.

## Spécificités
Sur ce type de cornemuse, le chanteur est légèrement creusé pour un espace pour chaque doigt.

## Musiciens
Les musiciens suivants jouent la säckpipa :
- Jonas Akerlund
- Olle Gällmo[1]